# Little Bit is Better Than Nada
Little Bit is Better Than Nada är en sång, skriven av Doug Sahm, och inspelad 1996 av Texas Tornados. Sången var också filmmusik till filmen Tin Cup från 1996, och var Grammynominerad.
1998 spelades den in av Sten & Stanley på albumet Bröder, med text på svenska av Ingela "Pling" Forsman som En liten bit är bättre än nada.

### Fotnoter
1. ↑  ”Artists & Music” (på engelska). Billboard. 1 juni 1996. http://books.google.se/books?id=rwkEAAAAMBAJ&pg=PA16&lpg=PA16&dq=%22Little+Bit+is+Better+Than+Nada%22+%2B+billboard&source=bl&ots=xLTzwgaDiV&sig=vw7H4sbUtydgFHkVEbH-NOFhteU&hl=sv&sa=X&ei=LJ8wU7TnI6mA4gSSkoCYDQ&ved=0CCwQ6AEwAA#v=onepage&q=Nada&f=false. Läst 24 mars 2014.
2. ↑  ”Freddy Fender” (på engelska). San Benito History. Arkiverad från originalet den 20 mars 2013. https://web.archive.org/web/20130320040758/http://www.sanbenitohistory.com/projects/Famous_San_Benitians_8th/Freddy_Fender.html. Läst 24 mars 2014.
3. ↑  ”Bröder”. Svensk mediedatabas. 12 mars 1998. http://smdb.kb.se/catalog/id/001517772. Läst 24 mars 2014.